# Ischnopteris discolor
Ischnopteris discolor là một loài bướm đêm trong họ Geometridae.